# Temporada de furacões no Atlântico de 1864
A temporada de furacões no Atlântico de 1864 foi a terceira temporada consecutiva de furacões no Atlântico sem nenhum furacão nos Estados Unidos - o período mais longo já registrado. Dos cinco ciclones conhecidos de 1864, quatro foram documentados pela primeira vez em 1995 por Jose Fernandez-Partagas e Henry Diaz. Na ausência de satélites modernos e outras tecnologias de sensoriamento remoto, foram registradas apenas as tempestades que afetaram áreas terrestres povoadas ou encontraram navios no mar, portanto, o total real pode ser maior. Um viés de subcontagem de zero a seis ciclones tropicais por ano entre 1851 e 1885 foi estimado. O primeiro sistema foi inicialmente observado na costa sudeste dos Estados Unidos em 16 de julho. Ele atingiu o pico como um furacão categoria 1 na escala de vento do furacão Saffir-Simpson dos dias modernos. Movendo-se rapidamente para nordeste, a tempestade foi observada pela última vez bem a leste de Terra Nova em 18 de julho.
O próximo sistema foi observado no centro-sul do Golfo do México em 25 de julho. Como o ciclone não foi mais rastreado, existe apenas um caminho de tempestade de ponto único. Depois que a ciclogênese tropical ficou inativa por mais de um mês, outro furacão foi avistado em 26 de agosto a leste das Pequenas Antilhas. Na madrugada do dia seguinte, o furacão cruzou as ilhas entre Dominica e Martinica. Depois de atravessar o Mar do Caribe, a tempestade atingiu Belize no final de 31 de agosto, antes de se dissipar no dia seguinte. Offshore Belize, vários navios encontraram a tempestade. Ao longo da costa, a tempestade inundou algumas áreas. A quarta tempestade tropical foi observada na costa leste dos Estados Unidos entre 5 de setembro e 9 de setembro. Vários navios navegando nas proximidades da tempestade enfrentaram fortes vendavais. O quinto e último ciclone tropical conhecido também foi rastreado na costa leste dos Estados Unidos. Da mesma forma, muitas embarcações enfrentaram mar agitado e fortes tempestades.

## Sistemas

### Furacão Um
Esta tempestade foi observada pela primeira vez pelo brigue Hattie Eaton em 16 de julho, enquanto localizado a algumas centenas de milhas da costa das Carolinas. O Hattie Eaton relatou ventos sustentados de 130 km/h (80 mph) – equivalente a um furacão categoria 1 na escala de vento do furacão Saffir-Simpson dos dias modernos. no início de 18 de julho, o furacão enfraqueceu para uma tempestade tropical. Várias horas depois, a tempestade foi notada pela última vez pelo navio Energy, quando localizado a cerca de 700 km (435 mi) a leste de Cape Race, Terra Nova.

### Tempestade tropical Dois
Esta tempestade é conhecida a partir de um único relatório de navio. Em julho Em 25 de novembro, o barco Daniel com destino a Nova York de Matamoros, Tamaulipas encontrou uma tempestade tropical ao largo do recife de Alacran, ao norte da Península de Yucatán. A embarcação passou várias horas no ciclone e também foi atingida por um raio.

### Furacão Três
Um furacão foi observado pela primeira vez bem a leste das Pequenas Antilhas em 26 de agosto. A tempestade moveu-se para o oeste e trouxe um clima severo para a Martinica, incluindo ventos com força de furacão. Ao longo de sua jornada pelo Mar do Caribe, o sistema manteve ventos de 130 km/h (80 mph). final de agosto Em 31 de novembro, o furacão atingiu o distrito de Belize em Belize. Ao largo da costa, vários navios foram danificados ou afundados. O brigue Antonio, o Hannah e o bark Berkshire estavam entre os navios que viraram. Em terra, marés até 1.5 m (5 ft) inundações costeiras causadas acima do normal em Belize. Esta tempestade foi traçada paleotempestologicamente em sedimentos perto de Gales Point. O sistema enfraqueceu continuamente sobre a terra.

### Tempestade tropical Quatro
Com base em relatórios de vários navios, sabe-se que uma tempestade tropical existiu na costa leste dos Estados Unidos entre 5 e 8 de setembro. Vários navios que se aproximavam de Nova York em 5 de setembro relataram um vendaval de leste. Embarcações ao largo de Hatteras e Barnegat resistiram à tempestade até 8 de setembro.

### Furacão Cinco
O último ciclone tropical da temporada foi observado pelo Santa Martha no início de 22 de outubro, enquanto localizado cerca de 355 mi (570 km) leste-nordeste das Ilhas Ábaco. Com base em relatórios de vários navios, moveu-se rapidamente para o norte e se intensificou em um furacão categoria 1 ao meio-dia de 23 de outubro. Naquela época, o furacão atingiu o pico com ventos máximos sustentados de 130 km/h (80 mph). A tempestade moveu-se rapidamente para leste-nordeste e foi observada pela última vez por volta de 290 km (180 mi) ao sul-sudoeste da Ilha Sable no final de 24 de outubro.